# Christian Picquet
Christian Picquet, född 1952 i Paris, är en fransk politiker och journalist. Han är medlem av Parti communiste français (PCF). I valet till Europaparlamentet 2009 var Piquet kandidat för Vänsterfronten.